# Mabrya rosei
Mabrya rosei là một loài thực vật có hoa trong họ Mã đề. Loài này được (Munz) Elisens mô tả khoa học đầu tiên năm 1985.